# Sydljungssläktet
Sydljungssläktet (Epacris) är ett växtsläkte i familjen ljungväxter med 35–40 arter från Australien, Nya Kaledonien och Nya Zeeland. Några odlas som krukväxter i Sverige. Släktet fördes tidigare till en egen familj - Epacridaceae.

## Bildgalleri

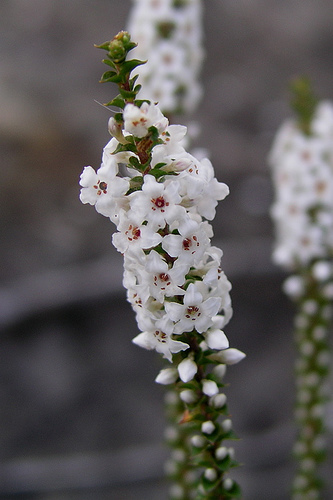
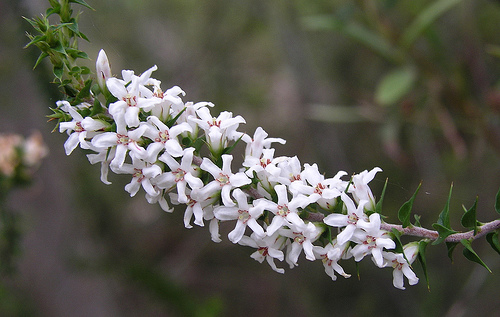
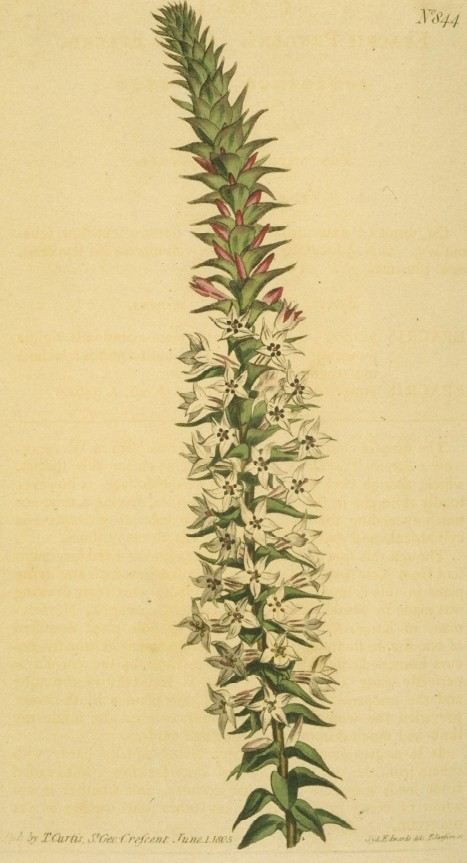

## Dottertaxa tillEpacris, i alfabetisk ordning[1]
- Epacris acuminata
- Epacris alpina
- Epacris apsleyensis
- Epacris barbata
- Epacris breviflora
- Epacris calvertiana
- Epacris celata
- Epacris cerasicollina
- Epacris coriacea
- Epacris corymbiflora
- Epacris crassifolia
- Epacris curtisiae
- Epacris exserta
- Epacris glabella
- Epacris glacialis
- Epacris grandis
- Epacris graniticola
- Epacris gunnii
- Epacris hamiltonii
- Epacris heteronema
- Epacris impressa
- Epacris lanuginosa
- Epacris limbata
- Epacris lithophila
- Epacris longiflora
- Epacris marginata
- Epacris microphylla
- Epacris moscalianus
- Epacris mucronulata
- Epacris muelleri
- Epacris myrtifolia
- Epacris navicularis
- Epacris obtusifolia
- Epacris paludosa
- Epacris pauciflora
- Epacris petrophila
- Epacris pinoidea
- Epacris pulchella
- Epacris purpurascens
- Epacris reclinata
- Epacris rigida
- Epacris robusta
- Epacris serpyllifolia
- Epacris sparsa
- Epacris stuartii
- Epacris tasmanica
- Epacris virgata